# Новохолочье (Чечерский район)
Новохолочье (бел. Новахалочча) — упразднённый посёлок в Ровковичском сельсовете Чечерском районе Гомельской области Белоруссии.
В результате катастрофы на Чернобыльской АЭС и радиационного загрязнения жители (16 семей) в 1992 году переселены в чистые места.

## География

### Расположение
В 14 км на юго-запад от Чечерска, 17 км от железнодорожной станции Буда-Кошелёвская (на линии Гомель — Жлобин), 40 км от Гомеля.

## Транспортная сеть
Транспортные связи по просёлочной дороге, затем по шоссе Довск — Гомель. Планировка состоит из короткой прямолинейной улицы, ориентированной с юго-востока на северо-запад и застроенной двусторонне, деревянными усадьбами.

## История
Согласно письменным источникам известен с начала XX века, когда здесь находились фольварк Холочье и хутор. В 1926 году работал почтовый пункт, в Холочском сельсовете Чечерского района Гомельского округа. В 1931 году организован колхоз. 7 жителей погибли на фронтах Великой Отечественной войны. Согласно переписи 1959 года входил в состав колхоза имени А. А. Жданова (центр — деревня Холочье).

## Население

### Численность
- 1992 год — жители (16 семей) переселены.

### Динамика
- 1926 год — 19 дворов, 110 жителей.
- 1959 год — 80 жителей (согласно переписи).
- 1992 год — жители (16 семей) переселены.